# Мирославский, Феликс Петрович
Фе́ликс Петро́вич Миросла́вский (настоящая фамилия — Га́ршин; 2 (15) февраля 1911 — ?) — советский артист цирка, эквилибрист.

## Биография
Родился 2 (15) февраля 1911 года. Воспитанник и партнёр эквилибриста Владимира Мирославского. С 1923 года выступал в Ленинграде как эстрадный артист в жанрах эквилибристики, акробатики и музыкальной эксцентрики. С 1925 по 1945 года вместе с Владимиром Мирославским участвовал в номере «братья Миославские — стальные капитаны», в котором партнёры исполняли сложнейшие трюки на переходной лестнице и на перше без лонжи. Программа была признана специалистами высшим достижением эквилибристики того времени. Параллельно с этим номером совместно с Владимиром выпускали вторую программу под названием «Тингель-Тангель», в которой актёры в комических масках исполняли ряд комико-акробатических трюков. Дата смерти неизвестна.